# Troço das Antigas Muralhas de Defesa
O Troço das Antigas Muralhas de Defesa (em chinês:  舊城牆遺址) é um monumento remanescente da muralha que cercava a antiga cidade colonial de Macau, durante a administração portuguesa nos séculos XVI e XVII. Foi construído com chunambo, cujo material é constituído por areia, argila, concha de ostra, palha de arroz, pedra e terra.

## História
A muralha foi construída pelos portugueses entre 1568 e 1569 e tinha como função servir de defesa contra os invasores.
Após uma tentativa falhada da invasão a Macau pelos holandeses, a muralha foi fortificada e melhorada pelas autoridades da dinastia Ming em 1622 para suportar futuros ataques militares. Em 1632, os portugueses fizeram a reconstrução da muralha. Como a muralha não foi devidamente restaurada, lentamente entrou em colapso ao longo do tempo e poucas partes mantêm-se elevadas.
O Troço das Antigas Muralhas de Defesa está incluído no Centro Histórico de Macau, que foi aprovado como Património Mundial da Humanidade da Organização das Nações Unidas para a Educação, a Ciência e a Cultura a 15 de julho de 2005.